# Aulogymnus gallarum
Aulogymnus gallarum är en stekelart som först beskrevs av Carl von Linné 1761.  Aulogymnus gallarum ingår i släktet Aulogymnus och familjen finglanssteklar. Arten är reproducerande i Sverige. Inga underarter finns listade.